# Palliduphantes melitensis
Palliduphantes melitensis là một loài nhện trong họ Linyphiidae.
Loài này thuộc chi Palliduphantes. Palliduphantes melitensis được Robert Bosmans miêu tả năm 1994.